# Коваленко, Семён Николаевич
Семён Николаевич Коваленко (2 февраля 1916, Малая Костромка, Апостоловский район — 16 ноября 2001, Апостолово, Днепропетровская область) — советский тракторист. Герой Социалистического Труда (1966).

## Биография
Родился в 1916 году в селе Малая Костромка.
Участник Великой Отечественной войны, тракторист в 508-м отдельном зенитно-артиллерийском дивизионе 37-й армии Юго-Западного фронта, пулемётчик.
В 1945—1985 годах — тракторист машинно-тракторной станции, тракторист, бригадир тракторной бригады, управляющий отделением совхоза имени Димитрова в селе Нива Трудовая Апостоловского района Днепропетровской области Украинской ССР. Член КПСС.
Указом Президиума Верховного Совета СССР от 23 июня 1966 года присвоено звание Героя Социалистического Труда с вручением ордена Ленина и золотой медали «Серп и Молот».
Умер в 2001 году в Апостолово.